# Nöbdenitz
Nöbdenitz é uma vila e antigo município da Alemanha localizado no distrito de Altenburger Land, estado da Turíngia. Nöbdenitz foi a sede do Verwaltungsgemeinschaft de Oberes Sprottental. Desde 1 de janeiro de 2019, faz parte do município de Schmölln.

## Demografia
Evolução da população (em 31 de dezembro):
| - 1994 - 1.140 - 1995 - 1.138 - 1996 - 1.132 - 1997 - 1.111 | - 1998 - 1.114 - 1999 - 1.101 - 2000 - 1.082 - 2001 - 1.073 | - 2002 - 1.051 - 2003 - 1.038 - 2004 - 1.040 |

Fonte: Thüringer Landesamt für Statistik
|  |  |